# Григорій Гладкий
Григо́рій Матві́йович Гладки́й (Гла́дченко) (*? — †лютий 1676, Миргород) — український військовик доби Гетьманщини, миргородський полковник (1669-1670, 1676).

## Життєпис
Син Матвія Гладкого (? — 1652) — миргородського полковника, близького соратника Б. Хмельницького, страченого за наказом гетьмана. Походив з роду любецької служебної шляхти.
1649 — реєстровий козак Лохвицької сотні Миргородського полку. Ймовірно, у 1650-х деякий час обіймав посаду сотника.
У лютому-липні 1662 очолював полк як наказний полковник. Брав участь у обранні Якима Сомка гетьманом на Козелецькій раді у квітні 1662. У жовтні 1665 супроводжував до Москви гетьмана Івана Брюховецького. На той час обіймав уряд сотника Першо-Миргородської полкової сотні. 1666 перейшов на посаду миргородського полкового судді.
У лютому-березні 1668 взяв участь у блокуванні та знищенні московського гарнізону в Миргороді. Підтримав гетьмана «обох боків Дніпра» Петра Дорошенка. На початку 1669 призначений Дорошенком миргородським полковником. У жовтні 1669 присягнув на вірність царю та лівобережному гетьману Д. Ігнатовичу. Отримав за це царську грамоту на володіння селами Попівкою у Миргородській сотні та Перевозом у Шишацькій сотні.
Довірою в Ігнатовича не користувався, тому на початку 1670 замінений на полковницькому уряді на Михайла Кияшка. 1672 вдруге став миргородським сотником. В січні 1676 замінив Павла Апостола на уряді миргородського полковника. Захворів і вже в лютому помер. Перед смертю заповів свій уряд Апостолу, а полчани його обрали.

## Нащадки
- Син Андрій (? — 1709) — пирятинський сотник (1688-1695);
- Син Леонтій (Лесько) — сотник Першо-Лубенської полкової сотні (1672, 1674);
- Донька Марія — дружина компанійського полковника Гната Шульги;
- Син Максим Гладкий-Рак — кошовий отаман Запорізької Січі (1667), засновник козацько-шляхетського роду Раковичів.